# Navarretia leptalea
Navarretia leptalea is een plant uit de Vlambloemfamilie. Het komt voor in Californië en Oregon.